# Torsson
Torsson är en svensk musikgrupp vars musik bär drag av country, pop och rock och vars texter ofta är vardagliga betraktelser. Torsson framträdde första gången den 26 november 1976 på Lilla teatern i Lund, och de första skivorna spelades in i studion Svenska Popfabriken i Klippan. Bandet är även känt som "Det fjärde bästa bandet i Lund".
Ursprungsuppsättningen bestod av Bo Åkerström på sång och gitarr, Christer Lundahl på trumpet, Hans Dalén på trummor, Olle Bop på gitarr och Bengt-Åke Svenningsson, gitarr. Senare medlemmar har bland annat innefattat Ingemar Wiberg, Sticky Bomb, Anders Möller och Kiddie Manzini.
I november 2016, en dag före 40-årsdagen av Torssons scendebut, släpptes Torsson – boken om det fjärde bästa bandet i Lund – en bok av Björn Alverfeldt och Petter Lönegård med en komplett historieskrivning om Torsson från starten 1976 fram till 2016.

## Medlemmar
- Bo Åkerström – sång, gitarr
- Rikard "Bure" Swärdh – trummor
- Dan Persson – elbas, elgitarr, akustisk gitarr, orgel, synthesizer,  sång, percussion
- Thomas Holst – gitarr,  sång, orgel, piano
- Michael Sellers – elgitarr, akustisk gitarr, elbas, trummor, lap steel guitar, pedal steel gitarr, percussion, sång

## Diskografi

### Album[2][3]
| Titel                              | Album detaljer | Sverigetopplistan |
| ---------------------------------- | --- | ----------------- |
| Att kunna men inte vilja           | - Släppt 1980 - LP-skiva | -                 |
| En rökare i krysset                | - Släppt 1984 - LP-skiva (5 versioner: röd logo, gul logo, violett logo, grön logo, turkos logo) - LP-skiva, släppt 2024, remastrad (röd vinyl) | 40                |
| En svensk tiger                    | - Släppt 1989 - LP-skiva - CD-version | 19                |
| ELMIA - jordbruksutställning       | - Släppt 1989 - CD-version (utökad version av Att kunna men inte vilja)                                                                         | -                 |
| En rökare i krysset                | - Släppt 1989 - CD-version (utökad version av En rökare i krysset)                                                                              | -                 |
| Islands of Hawaii                  | - Släppt 1995 - CD-version - LP-skiva, släppt 2021, remastrad (2 versioner: svart, transparent gul)                                             | 16                |
| Det spelades bättre boll           | - Släppt 1996 - CD-version (samlingsalbum) | 54                |
| Elvamannalag - Live at The Tivoli  | - Släppt 1997 - CD-version (livealbum) | -                 |
| Fritidsmusik                       | - Släppt 2001 - CD-version (samlingsalbum) | -                 |
| Terese och Valdez                  | - Släppt 2002 - CD-version - LP-skiva, släppt 2021, remastrad (2 versioner: svart, transparent blå)                                             | 47                |
| Det fjärde bästa bandet i Lund     | - Släppt 2007 - CD-version - LP-skiva, släppt 2021, remastrad (2 versioner: svart, transparent röd)                                             | 8                 |
| Senap & ketchup                    | - Släppt 2009 - CD-version (livealbum) | -                 |
| Hälsningar från ledighetskommittén | - Släppt 2012 - CD-version - LP-skiva | 54                |
| Torsson                            | - Släppt 25 november 2016 - CD-version - LP-skiva (10 tum)                                                                                      | 7                 |
| Sol och måne                       | - Släppt 21 augusti 2020 - CD-version - LP-skiva (4 versioner: svart, turkos, orange, självlysande grön)                                        | 8                 |
| En dag i Göteborg                  | - Släppt 28 oktober 2022 - CD-version (livealbum)                                                                                               |                   |

### Singlar
- Gå mot strömmen / ELMIA jordbruksutställning (1979) – 7" singel
- Son av Ayatollah / Lingonplockning (1980) – 7" singel
- Rolf Ren / Jaguarfarmen (1988) – 7" singel
- Hej, kontinent! / Ett litet hotell (1992) – 7" singel
- Hej, kontinent! (remix) / Ett litet hotell / Hej, kontinent! – CD-singel
- Bertils bror / Herreje / Ansgars handskar (1995) – 7" singel
- Danmark / Alla rätt (1995) – 7" singel
- Fulast i stan / Århundradets klipp / Ovädret (video) (2002) – CD multisession
- Festen Hos Lundins (2007) – promosingel
- En tung missbrukare (2007) – streaming, download och promosingel
- Bara en tablett (2011) – streaming och download
- I bilen (2012) – streaming och download
- Tre Kusiner (2016) – streaming och download
- Högskoleprovet (2016) – streaming och download
- Det spelades bättre boll / Det spelades bättre boll (live) (2018) – 7" singel grön vinyl
- Det blir en lång jul i år (2018) – streaming och download
- Mellandagsrea: Nyårsdagen / Det blir en lång jul i år (2019 Remix) (2019) – 7" singel grön respektive röd vinyl, streaming och download
- Helgon och kriminell (2020) – streaming och download
- Ringer du från Roland / Ansgars handskar (live) – (2020) – streaming, download och 7" singel (limited edition)
- Det blir en lång jul i år (2021 Remix) (2021) – streaming och download
- Älgjakten (2022) – 12" maxisingel orange vinyl, streaming och download
- Du är likadan (2025) – streaming och download
- Jakobs stege (2025) – streaming och download
- Långt bort vid horisonten (2025) – streaming och download
- Hjärta och huvud i lån (2025) – streaming och download
- På den stora slätten (2025) – streaming och download

### EP
- Fem smutsiga små singlar (2025) – streaming, download och box med 5 CD-singlar

### Hugh Scott Band (relaterat)
- Vagabond / Livet är en dröm (singel, 1981)

### Hugh Scott Band II (relaterat)
- Bryndwr Road vol 1 (CD, 2006)